# 小原大二郎
小原 大二郎（おばら だいじろう、1976年2月18日 - ）は、日本の男子プロゴルファー兼ゴルフコーチ。
千葉県生まれ。18歳の時に初めてゴルフを経験し、2002年プロ入り。その後ゴルフコーチとしての活動が目立つようになる。
レッスンプロとしての指導経験と海外での研究経験を元にしたわかりやすいレッスン内容が人気を呼び、運動神経に自信がない女性や高齢、80台に到達できないアマチュア等から特に人気が高い。
ゴルフのインパクト前後のハーフスイングゾーン、いわゆる「ビジネスゾーン」の習得による上達理論を提唱しており、再現性の高さと論理的なレッスン内容が特徴。

## 人物・人柄
人柄は温厚で、ゴルフレッスンに関しては経験豊富なベテランらしい知識と落ち着きで頼りがいのあるという意見が多い。
2019年からは筋力アップのためのトレーニングへの関心が高まり、数年前に比べかなり筋肉質な肉体となっている。

## 主な活動
- 2004年　日本ゴルフツアー機構認定ツアープレイヤー
- 2008年　DVD「7日間シングルプログラム」
- 2012年　DVD「寄せワン」
- 2012年　佐伯三貴コラボセミナー